# Pere Parellada i Solà
Pere Parellada i Solà (Sant Pere de Terrassa, 8 de març de 1852 - 12 de desembre de 1902) va ser alcalde de Sant Pere de Terrassa.
Parellada era veí de la parròquia de Sant Vicenç de Jonqueres, dins del.municipi de Sant Pere de Terrassa i l'antic propietari de les terres originàries del carrer que porta el seu nom al barri d'Hostafrancs de Sabadell. Les primeres cases s'hi van començar a construir el 1885. Va ser alcalde de Sant Pere de Terrassa de 1899 a 1902.